# Asconi
Винзавод Asconi — молдовська компанія, що виробляє виноробні вироби. У компанії є близько 400 га виноградної лози, розташованої поблизу села Джамена, Аненій-Ной. Вирощують там сорти Мерло, Каберне-Совіньйон, Совіньйон Блан, Шардоне та Мускат Оттонель.